# Боливийская национальная обсерватория
Боливийская национальная обсерватория, НБО — (англ. Bolivian National Observatory at Tarija, Tarija Observatory, Santa Ana Observatory) — астрономическая обсерватория, располагающаяся в посёлке Санта-Ана (в 15 км южнее г. Тарихи), в самом южном департаменте Боливии Тариха, вблизи границы с Аргентиной. Организована на базе Астрономической экспедиции Главной (Пулковской) астрономической обсерватории РАН и являлась Южной наблюдательной станцией АН СССР или Боливийской экспедицией. Также встречается аббревиатура НБАО, что расшифровывается как Национальная боливийская астрономическая обсерватория. Ей присвоен код Центра малых планет за номером 820.

## История обсерватории

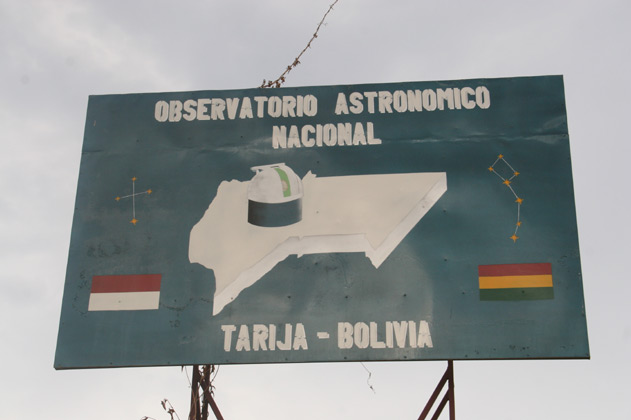
Плакат на въезде в обсерваторию

Первая экспедиция советских астрономов в Боливии проходила в районе г. Ла-Пас (Патакамая, 100 км к югу от г. Ла-Пас) в 1971—1981 гг — организация геодинамической станции (сейчас станция закрыта). Затем с 1982 по 1991 года была создана советская обсерватория в 15 км южнее г. Тарихи. До 1991 года в обсерватории Тарихи постоянно работали сменные экспедиции советских специалистов (АН СССР, Пулково) при участии Главной астрономической обсерватории УССР (Голосеево) и Астросовета. Один из приборов обсерватории (60-см телескоп Цейс-600) принадлежал ГАО УССР.
После распада СССР было прекращено финансирование Боливийской экспедиции, а в феврале 1993 года обсерватории присваивают статус Национальной Боливийской. Всё имущество (здания, сооружения, передаточные устройства и оборудование) обсерватории было передано в безвозмездное пользование Национальной академии наук Боливии, оставаясь собственностью Российской Федерации (на балансе ГАО РАН).

3 ноября 1994 г. произошло полное солнечное затмение, полоса которого проходила по Боливии. В связи с этим событием было решено провести очередное собрание LIADA (Лига астрономов любителей Лат. Америки, включающая в себя все испаноязычные страны) в обсерватории Санта-Ана. За время существования обсерватории было проведено 4 совещания любителей астрономии Боливии под Тарихой. Сейчас обсерватория активно сотрудничает с Автономным университетом им. Хуана Мисаэля Сарачо в г. Тарихе. С 2003 года начинают восстанавливаться отношения между Россией и обсерваторией в Тарихе. В 2005 году НБО и Пулковская обсерватория выразили желание восстановить отношения и развивать сотрудничество. За последние 5 лет было не менее 4-х визитов российских астрономов в НБО. 

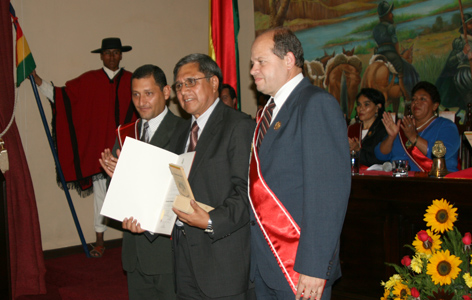
Церемония награждения обсерватории в честь 25-летия

 14 апреля 2009 года астрономической обсерватории исполнилось 25 лет. По этому поводу за вклад внесенный в области науки, учебно-просветительной работе и в поддержке туризма, местное правительство Префектура Департамента наградила обсерваторию серебряной медалью ордена «Мото Мендес», а также Муниципалитет города Тарихи наградил серебряным гербом города Тарихи. Оба торжественных акта прошли при участии губернатора департамента, мэра Тарихи, их советников, а также представителей национального государства, университета и других официальных лиц.

## Тематика работы

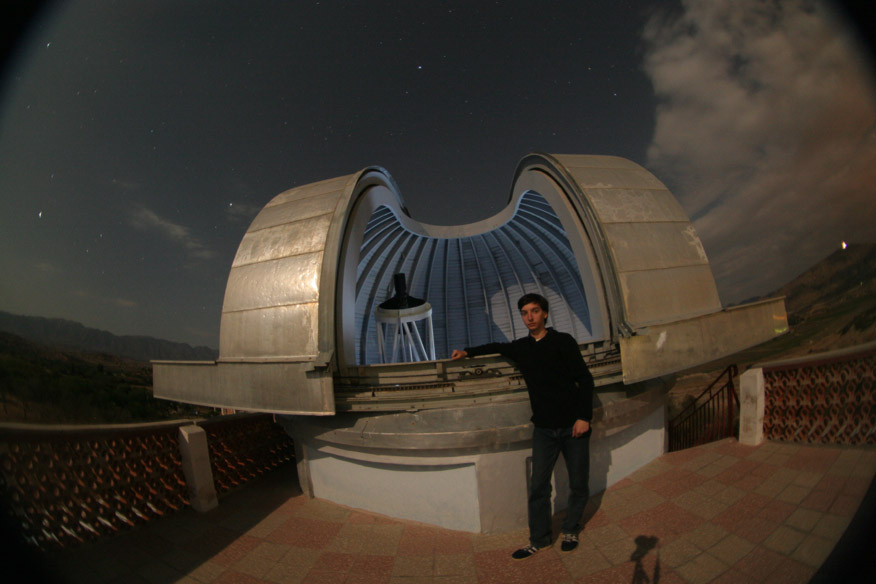
Станислав Короткий во время наблюдений в НБО осенью 2006 года

- наблюдения ИСЗ (1971—1981гг, Патокомая)
- международная программа «Большая хорда» (наблюдения от полюса до полюса ИСЗ; 1971—1981гг, Патакамайя)
- создания опорного астрометрического каталога южного неба — Фокат (с 1983 г, Тариха)
- программа наблюдения кометы Галлея (1985—1986 гг., Тариха)
- наблюдения переменных звезд, планет, поляриметрии и фотометрии доступных для наблюдений комет
- Спутники Марса
- сохранение и передача сигналов точного времени (1993—2000гг)
- образовательные проекты (с 1994 г по сей день)
- наблюдения ГСО, высокоэллиптических объектов и «космического мусора» (с 2005 г, Тариха)

## Инструменты и приборы НБО

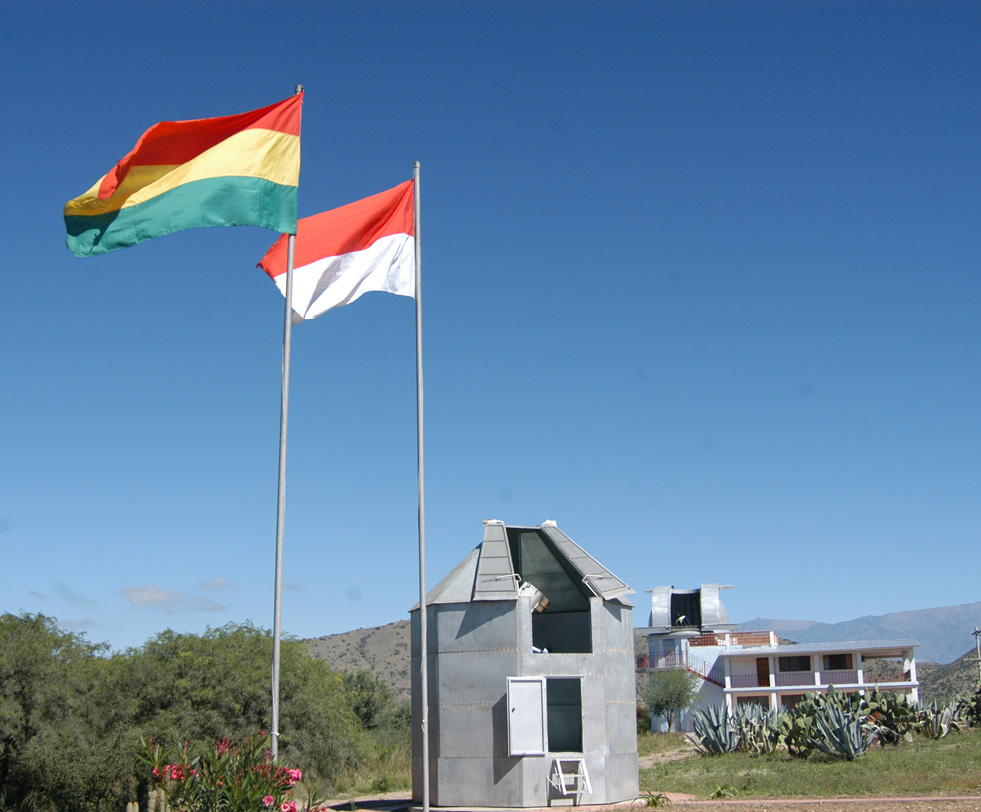
Вид на Цейс-600 и экспедиционный астрограф

- АФУ-75 (Автоматическая Фотографическая Камера; D=210 мм, F=736мм) (1971 г, Патокомая, Астросовет)
- лазерный дальномер ЛД-3 «Интеркосмос» (1976 г, Патокомая, Астросовет)[3]
- АФР-1, экспедиционный астрограф (D=230 мм, F=2300мм) (1983 г, Тариха, ГАО РАН)
- Цейс-600 (D=600 мм, F=7370мм) (1983 г, Тариха, ГАО УССР)
- АЗТ-7 (система Максутова, D=200 мм, F=4500мм) (1987 г, Тариха)
- ПЗС-камера FLI IMG1001E(1024x1024pix, 24 микрона)+ фильтры UBVRI (2006 г, Тариха, НЦ «Ка-Дар»)
- Планетарий GOTO GX (2007 г, Тариха)
- Кроме того, имеется ещё один не установленный Цейс-600, под который строится башня и ожидается установка светосильного 23-см телескопа
- ORI-25 (D = 25 см, A = 1/2.8) + ПЗС-камера FLI ML09000 (3000 х 3000 пикселей по 12 микрон) + монтировка EQ6Pro + GPS-приемник (октябрь 2009 года)

## Штат обсерватории
- Директор обсерватории: Родольфо Сальес (Rodolfo Zalles)[4] (с 1991 г по сей день)
- 4 наблюдателя
- 4 человека обслуживающего персонала

## Экспедиции советских и российских ученых в НБО
- 1971 г., Патакамая — Виталий Щалягин (Астросовет)
- 1983 г., Тариха — Поттер, Хейно Иоганнович (ГАО РАН)
- 1985 г., Тариха — Отдел физики планет ГАО АН УССР
- 1986 г.. Тариха — Пуляев Сергей Палладьевич (ГАО РАН)
- 1993 г., Тариха — Попов Александр Александрович (ГАО РАН)
- 2005 г., Тариха — Гусева Ирина (ГАО РАН)
- 2006 г., Тариха — Архаров Аркадий Александрович (ГАО РАН)
- 2006 г., Тариха — Гусева Ирина (ГАО РАН) и Станислав Короткий (НЦ «Ка-Дар»)
- 2009 г., Тариха — Куприянов Владимир (ГАО РАН) и Геннадий Борисов (КрАО)

## Современная ситуация
Продолжается активное развитие сотрудничества с российскими учеными.